# Javier Balaguer Doménech
Javier Balaguer Doménech (Benaguacil, Valencia) es un clarinetista y profesor de música español. Es solista con la Orquesta Nacional de España.